# Ambrogio Spinola
Ambrogio Spinola Doria, 1º marquês de Los Balbases (Gênova, 1569 - Castelnuovo Scrivia, 25 de setembro de 1630) foi um condotiero e nobre italiano da República de Gênova, que serviu como general espanhol e venceu várias batalhas importantes. Ele é freqüentemente chamado de "Ambrosio" pelo povo de língua espanhola e é considerado um dos maiores comandantes militares de seu tempo e na história do exército espanhol. Suas realizações militares lhe renderam o título de marquês de Los Balbases na nobreza espanhola, bem como a Ordem do Tosão de Ouro e a Ordem de Santiago.

## Início da vida
Ambrogio Spinola nasceu em Gênova, filho mais velho de Filippo Spinola, marquês de Sesto e Venafro, e sua esposa Polissena Grimaldi, filha do príncipe Nicolò de Salerno. A família de Spinola era antiga e detinha muita riqueza e poder em Gênova. A irmã de Don Ambrogio, Donna Lelia, era casada com Don Giulio Cesare Squarciafico, 2º marquês de Galatone, de quem descendem os príncipes de Belmonte.
No século XVI, a República Italiana de Gênova era, em termos práticos, um estado protegido do Império Espanhol; os genoveses eram os banqueiros da monarquia espanhola e tinham o controle de suas finanças. Vários dos irmãos mais novos de Ambrogio Spinola buscaram sua fortuna na Espanha, e um deles, Federico, se destacou muito como soldado do Exército de Flandres.
Como irmão mais velho, Ambrogio permaneceu em casa para se casar e continuar com a família. Em 1592, ele foi casado com Giovanna Bacciadonne, filha do conde de Galerata.
Eles tiveram três filhos:
- Filippo (Gênova, Itália, 1594 - Madri, Espanha, 8 de agosto de 1659), 2º marquês de Balbases e seu sucessor.
- Polissena (falecida em 1639), casou-se com Diego Felipe de Guzmán, 1º marquês de Leganés , governador da Flandres.
- Agustín, (Gênova, 1597 - Sevilha, 12 de fevereiro de 1649), se tornou Bispo de Tortosa em 1625, Arcebispo de Granada em 1627, Arcebispo de Santiago de Compostela em 1630, e Arcebispo de Sevilha em 1645.

## Serviço na Espanha

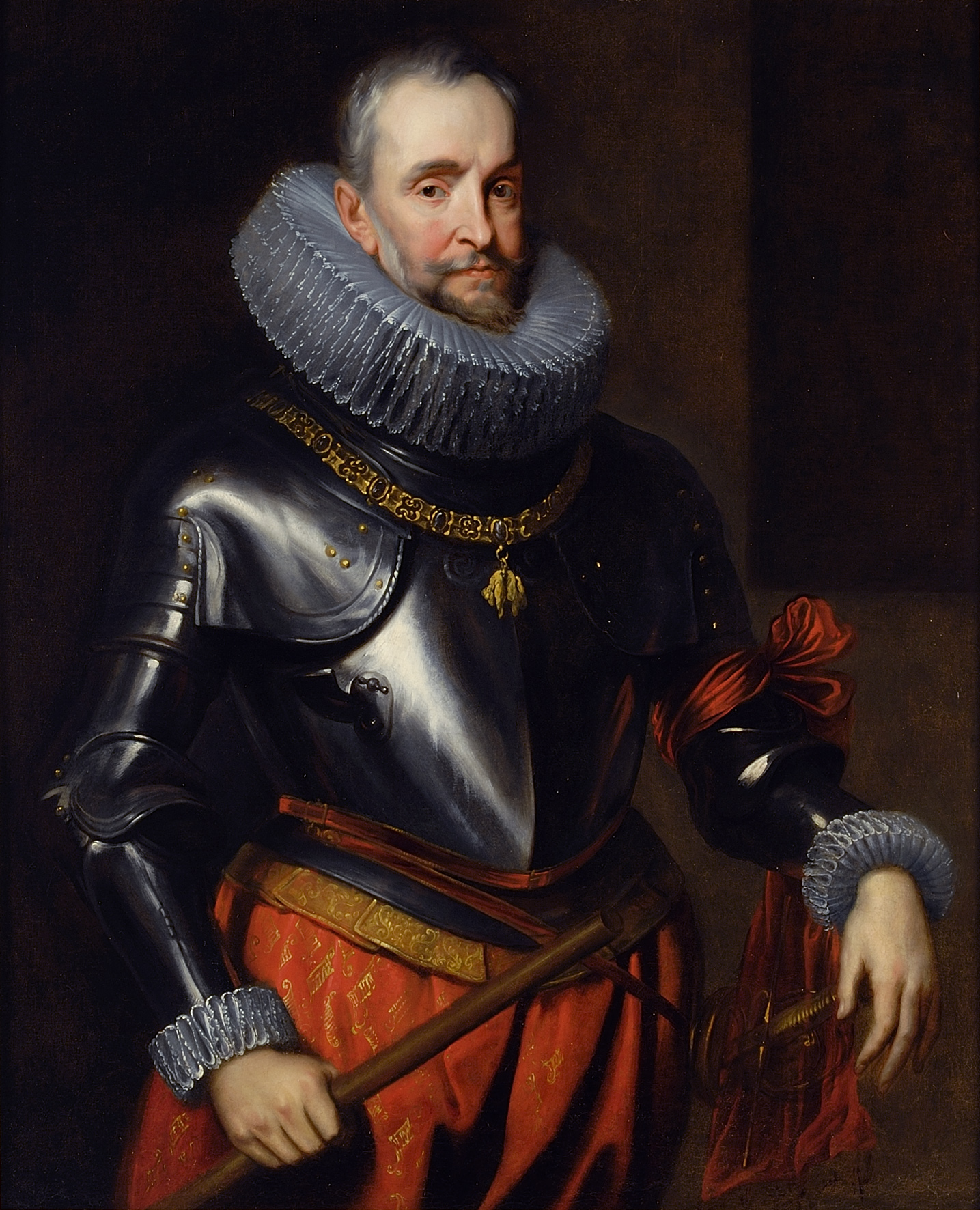
Retrato de Ambrogio Spinola, por Anthony van Dyck.

As casas de Spinola e Doria eram rivais dentro da República de Gênova. Ambrogio Spinola continuou a rivalidade com o conde de Tursi, então chefe dos Dorias. Ele não teve sucesso e, tendo perdido um processo no qual havia entrado para fazer valer o direito de preferência de um palácio pertencente à família Salerno que os Doria desejavam comprar, ele decidiu se retirar da cidade e avançar na sorte de sua casa, servindo a monarquia espanhola em Flandres. Em 1602, ele e seu irmão Federico assinaram um contrato com o governo espanhol - uma condota no antigo modelo italiano. Foi uma especulação sobre a qual Spinola arriscou toda a grande fortuna de sua casa. Ambrogio Spinola comprometeu-se a levantar 9 mil mercenários lombardos para o serviço terrestre e Federico comprometeu-se em formar um esquadrão de navios de galera para serviço na costa.
Várias galés de Federico foram destruídas por navios de guerra ingleses e holandeses; primeiro em Sesimbra em junho e depois em outubro no Canal da Mancha. Ele próprio foi morto em uma ação com os holandeses em 24 de maio de 1603. Ambrogio Spinola marchou por terra para Flandres em 1602 com os homens que ele havia criado às suas próprias custas. Durante os primeiros meses de sua estada na Flandres, o governo espanhol pensou em empregá-lo a uma possível invasão da Inglaterra, que não deu em nada. No final do ano, ele voltou à Itália para buscar mais homens. Sua experiência como soldado não começou até os trinta e quatro anos de idade, quando ele se comprometeu a continuar o cerco de Oostendeem 29 de setembro de 1603. Apesar de não ter libertado Sluis sitiado ao mesmo tempo, as ruínas de Oostende caíram em suas mãos em 22 de setembro de 1604. Por esta vitória, ele foi nomeado Cavaleiro da Ordem do Tosão de Ouro em 1605.